# Singles A’s & B’s
A Singles A's and B's a Deep Purple brit kislemezeinek gyűjteménye. Két kiadása van: az 1978-as eredeti bakelitlemez kiadás és az 1993-as kibővített CD kiadás. A számok 1968-75-ből származnak, az 1984-es újjáalakulás előttről.

## Számok listája
A számok szerzői Blackmore/Gillan/Glover/Lord/Paice ahol nincs jelölve.

### 1993-as CD kiadás
1. "Hush" (Joe South) – 4:24
2. "One More Rainy Day" (Lord/Evans) – 3:38
3. "Kentucky Woman" (Neil Diamond) – 4:04
4. "Emmaretta" (Blackmore/Evans/Lord) – 3:00
5. "The Bird Has Flown" (Blackmore/Evans/Lord) – 2:54
6. "Hallelujah" (Greenaway/Cook) – 3:44
7. "Speed King" (demóváltozat zongorával) – 4:26
8. "Black Night" – 3:28
9. "Strange Kind of Woman" – 3:49
10. "I'm Alone" – 3:06
11. "Fireball" – 3:21
12. "Demon's Eye" – 5:12
13. "Never Before" (kislemezváltozat) – 3:30
14. "When a Blind Man Cries" – 3:32
15. "Smoke on the Water" (kislemezváltozat) – 3:48
16. "Black Night (koncert)" – 4:59
17. "Might Just Take Your Life" (Blackmore/Lord/Coverdale/Paice) (kislemezváltozat) – 3:35
18. "Coronarias Redig" (Blackmore/Lord/Paice) – 4:54
19. "You Keep On Moving" (kislemezváltozat) (Coverdale/Hughes) – 4:29
20. "Love Child" (Bolin/Coverdale) – 3:04

### 1978-as bakelitlemez kiadás
1. "Hush" (South) – 4:25
2. "One More Rainy Day" (Lord/Evans)- 3:38
3. "Emmaretta" (Lord/Blackmore/Evans) – 2:59
4. "Wring That Neck" (Lord/Blackmore/Simper/Paice) – 5:12 (Paice neve hibásan "Price"-ként szerepel a lemezen)
5. "Hallelujah" (Greenaway/Cook) – 3:42
6. "April" part 1 (Blackmore/Lord) – 3:57
7. "Black Night" – 3:27
8. "Speed King" – 4:25 (demóváltozat zongorával)
9. "Strange Kind of Woman" – 3:47
10. "I'm Alone" – 3:05 (A "Strange Kind of Woman" kislemez B-oldala)
11. "Demon's Eye" – 5:12
12. "Fireball" – 3:23

## Előadók
- Ritchie Blackmore – gitár (1-16. számok)
- Ian Gillan – ének, szájharmonika (6-16. számok)
- Roger Glover – basszusgitár (6-16. számok)
- Jon Lord – billentyűk (összes szám)
- Ian Paice – dob (összes szám)
- Rod Evans – ének (1-5. számok)
- Nick Simper – basszusgitár (1-5. számok)
- David Coverdale – ének (17-20. számok)
- Glenn Hughes – basszusgitár, ének (17-20. számok)
- Tommy Bolin – gitár (19-20. számok)